# Яреськи
Яре́ськи — село в Україні, у Шишацькій селищній громаді Миргородського району Полтавської області. До 2020 центр Яреськівської сільської ради (населення — близько 5 тис. осіб).
Село постраждало внаслідок геноциду українського народу, проведеного урядом СРСР 1932—1933 та 1946—1947.

## Географія
Село Яреськи знаходиться на високому лівому березі річки Псел, вище за течією на відстані 4 км розташоване селище. Шишаки, нижче за течією на відстані 1,5 км розташоване село Нижні Яреськи. До села примикає великий лісовий масив (сосна). Поруч проходить залізниця, станція Яреськи за 2 км. До села веде окрема залізнична гілка.

## Історія

### Заснування
Активне просування польської шляхти на землі історичної Полтавщини почалося після 1569 p., коли рішенням Люблінського сейму Волинь, Підляшшя, Брацлавщина та Київщина були вилучені у Литви і приєднані безпосередньо до польської Корони. Після укладення Люблінської унії польські феодали одержали необмежені можливості для придбання земель у Придніпров'ї. Магнати із завзяттям випрошували у короля дарчі записи на «вільні» землі, а король охоче надавав такі грамоти.
Колонізація Псла почалася з так званого Канівського «Псельського уходу» відомості про який існують з 1558 року в люстраціях Черкаського староства. Так відомо що зем'янин Драба орендував кілька уходів при впадінні річки Хорол поблизу Голтова (Говтви). Тут було сезонно наявне населення, яке жило в кількох місцях із запустілими поселеннями — «городками».  Уход простягався до сучасних Шишак.

### Походження назви
Село Яреськи виникло на межі XIV—XV століть внаслідок заселення краю уходниками вихідцями з-за Дніпра. Згідно даних Падалки, Яреськівщину заселили переселенці з Переяславщини. Заснував село, за переказами Ярема Яресько.

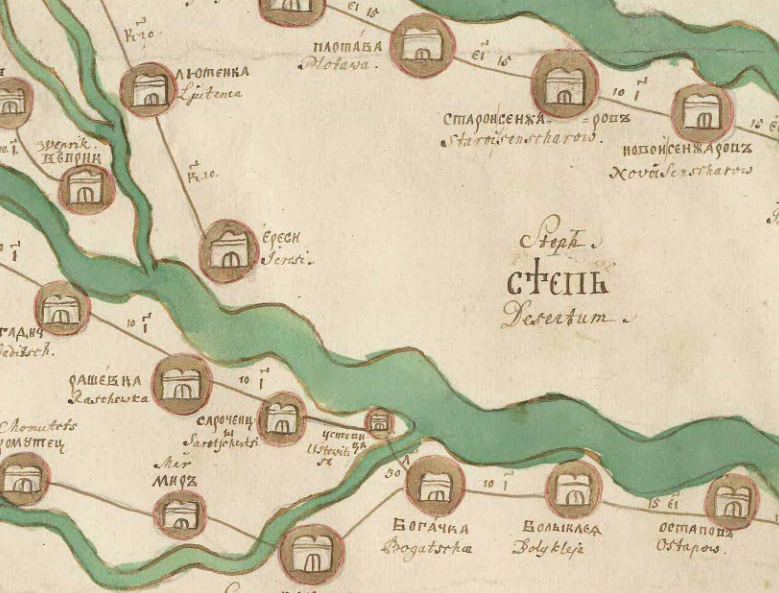
Tshertosch ukrainskim i tsherkaskim gorodam ot Moskwij dokrijma.1700 рік. Шведський військовий музей. Стокгольм. Яреськи підписані як «Jaresi».

Прізвище Яресько (Яреско) відноситься до розповсюдженого типу українських прізвищ і походить від хрестильного імені Орест. Це ім'я носив грецький міфічний герой, що славився своєю нерозлучною дружбою з Піладом. В історії християнства відомо двоє святих з цим іменем: мученик Орест-лікар і мученик Орест. Яресь — український аналог імені Орест.
Більш за все, утворення прізвища Яресько почалося приблизно в XVI столітті, що обумовлене історичними процесами, коли Україна почала контактувати з європейськими народами.
Прізвище Яресько утворилося за допомогою суфікса –ко. Це значило «молодий чоловік», «син». Тобто як «син Яреся» (так як Чуб, син — Чубенко). Пізніше суфікс –ко втратив своє пряме значення і «Яресько» збереглося, як самостійе прізвище.

### Перші згадки
В формі «Єресі» (Jeresi) Яреськи вказані на мапі «Чертеж украинским и черкаским городам от Москвы до Крыма» другої половини XVII ст. Більш за все карта потрапила в Швецію під час експедиції посла і військового агента Еріка Палмквіста в 1673 році.

### XVII—XIX століття
В 1631 році поселення Яреськи вже записане за Бертоломеєм Оболковським, адміністратором королівських земель, польським магнатом та королівським коморником, в тарифі подимного податку як слобода Ієрешки.  Найближчим поселенням, розташованим поблизу Яресьок, було польське поселення Жигмонтів (Зигмунтів), яке згодом стало містечком Устивиця.
В документі «Тариф подимної податі Київського воєводства 1631 року, 5 травня» написано наступне: «Jego mosc pan Bartolomey Obalkowsky, administrator dobr jego krolewskiey mosci, z miasteczka Mirhoroda … z majetnosci od iy mosci paniey Wilenwnskiey zastawney, siola Buchalowky y Jareskow: z dumu jeden zlotych trzy, z ogrodnikow dwu zlotych trzy, — summa ze szesc poborow zlotych dziewiec. Jey mosc pani Zophia na Korabaczowie, kasztellanowa Wilenska z majetnosci swey siola Jareszkow y Browkow: z dymow osiadlych trzy po zlotych trzy; z ogrodnikow cztyrech po pultora, — summa za szesc poborow zlotych pietnascie».
Це можна перекласти так: Бартоломей Оболковський в селах Бухаловці і Яреськах, які отримав в заставу від пані Віленської (Софії з Корбачевих) з трьох «димарів осідлих» брав податок один злотий, з городників два димаря — три злотих. Пані Софія з Корбачевих, вдова каштеляна Віленського з маєтностей своїх села Яресьок і Бровков — з трьох димарів осідлих по три злотих, з огородників по півтора. Тобто для новоприбулих в слободу був менший податок, ніж для городників — селян, які мали невелику присадибну ділянку (город) і відбували панщину.
Сама пані Софія з Корбачевих (?-1635) була четвертою дружиною (шлюб 1614 р.) Ієроніма Юрієвича Ходкевича (1560 — 29 серпня 1617), представника литовської шляхти — державного і військового діяча Великого князівства Литовського, конюшного великого литовського (1588—1593), воєводи мстиславського (1593—1595), каштеляна віленського (1595—1617), старости берестейського (з 1595 року).
В фонді 256 ЦДІАК («Замойськ»), описові 2, справі 101 за 1635 згадуються відступні записи пані Софії Ходкевич з Корбачова на слободу Яреськи і інші села за 1634 рік 11 березня.
Причому в документі вказані Правобережні Яреськи, які знаходилися на території сучасного Сквирського району Київської області, що належали пані Корбачовій та були переселені за домовленістю з Обалковським на Лівобережжя. Тобто, поселенці назвали нове поселення  назвою поселення з якого переселилися. Така практика була тоді дуже поширеною.
Яреськи були слободою — тобто переселенці на тривалий час (20-30 років) мали занижені податки. Основною повинністю для них, на відміну від кріпосних городників, була військова повинність.

Це сприяло швидкому зростанню населення як Яресьок, так і жителів всіх навколишніх сіл, оскільки в 30-ті роки XVII ст. люди перебиралися на територію Дикого Поля, рятуючись від переслідування і феодального гніту. Жителі Правобережжя й Галичини масово тікали за Дніпро, на землі сучасної Полтавщини.

Яреськи на карті 1857 року

Бюст М. В. Гоголя

Містечко Яреськи у XVII столітті — адміністративний центр Яреськівської сотні Миргородського полку. За універсалом гетьмана Івана Мазепи від 29 серпня 1699 р. належало до полкового судді Григорія Зарудного. У 1726 році мало 201 двір. У 1781 р. в Яреськах було 307 хат та приблизно 1100 жителів.
З 1782 — центр Яреськівської волості Російської імперії. 1859 року у козацькому хуторі налічувалося 19 дворів, мешкало 114 осіб (52 чоловічої статі та 62 — жіночої).

### XX століття
Від 1917 року — у складі УНР.
Від 1921 року село окуповане Радянською Росією, на території села встановлено комуністичний режим.
1929 року більшовицька влада почала систематичний терор проти незалежних господарників (примусову колективізацію), який переріс у масові вбивства голодом. Корінна мешканка села Галина Кущ згадує:
| Якби не сусід, не помню, як його звали, хто зна, чи вижила б. Він у колгосп свиням помиї возив. Трухляком настягує гущу, ділиться. Мати дасть помиїв, я виїм і пальчиком миску вилижу. В кінці вулиці за полем стояла столова для солдат. Ми, дітвора, з кущів виглядаємо, як вовченята, може, щось дадуть. Один махає — підбіжиш, дасть кусочок хліба. А другий поманить, та як всипе по голові чи де попаде. Солдати нам позволяли недоїдки зі столу взяти. Все в одну торбу згребу, принесу додому. Висипала на стіл — оце куски хліба, оце каша, риб'ячі голови. Не шукала ложки і миски. Руками їла [12]. |
За 1932—1933 роки населення зменшилося з 1500 до 700 осіб.

### Незалежна Україна
12 червня 2020 року, відповідно до розпорядження Кабінету Міністрів України № 721-р «Про визначення адміністративних центрів та затвердження територій територіальних громад Полтавської області», село увійшло до складу Шишацької селищної громади.
19 липня 2020 року, в результаті адміністративно - територіальної реформи та ліквідації Шишацького району, село увійшло до складу новоутвореного Миргородського району Полтавської області.

## Економіка
Від 1964 року у селі працює цукровий завод, є ряд пристанційних підприємств, складів.
Діють агрофірма ім. О. Довженка, лісництво. 15 стрічкових пилорам, які щодня переробляють близько 200 м³ деревини. 5 ресторанів, мережа магазинів, банкомат Райффайзен Банку.

## Освіта, культура
Яреськівська загальноосвітня школа I—III ступенів імені Ф. П. Борідька (460 учнів, 45 педагогів, 3 спортивні зали, 3 кабінети інформатики, автоклас; директор — Зуб Олег Михайлович).
Профтехучилище (близько 200 учнів), середня школа, неповна середня школа. Дитсадок. Два будинки культури, Яреськівський народний краєзнавчий музей.
Православна церква (належить Українській православній церкві Московського патріархату).

## Відомі особистості
- Трощинський Дмитро Прокопович (1749—1829) — український аристократ козацького стану, державний діяч Російської імперії. Меценат української культури.
- Іван Трощинський (1783—1832) — генерал-лейтенант російської імператорської армії, герой Наполеонівських воєн, видатний гусарський командир.
- Косяровська Марія Іванівна, мати Миколи Гоголя — народилася та виросла у Яреськах[17]. Батьки Гоголя, Василь Гоголь-Яновський і 14-річна Марія Косяровська, вінчалися у місцевій Різдво-Богородичній церкві. У містечку росте дуб, за переказами, посаджений письменником. Встановлене погруддя Миколи Гоголя.
- Олександр Довженко знімав у Яреськах свій фільм «Земля» (1929), епізоди до фільмів «Іван» (1932), «Щорс» (1937). Ці місця показав Довженкові художник Василь Кричевський, коли режисер шукав натуру до фільму «Звенигора»[17].
- В Яреськах народилася Марія Яківна Яресько, дружина українського педагога Костянтина Зерова, мати класика української літератури Миколи Зерова;
- Безручко-Зеленський Афанасій Іванович — начальник поштового відділення, організував роботу телеграфної станції у м. Яреськи в 1906 році[18].
- 1907 року Біляшівському Миколі із місцевої церкви панотцем було подаровано для Київського музею багато цінних речей, серед них риза XVIII ст. з оплеччям шитим золотом і сріблом[19].
- Народився в Яреськах Козак Валерій Васильович (1949—2000) — український журналіст.
- Жгун Світлана Миколаївна (1933—1997) — радянська актриса театру і кіно.
- Рябко Роман Володимирович (1988—2022) — капітан 3 рангу Збройних сил України, загинув у ході російського вторгнення в Україну.

## Відпочинок
На річці Псел створено чудові умови для відпочинку та дозвілля. Ліси змішаного типу, багаті на гриби. Діє база відпочинку одного з полтавських вишів.